# Rayagiri
Rayagiri é uma panchayat (vila) no distrito de Tirunelveli, no estado indiano de Tamil Nadu.

## Demografia
Segundo o censo de 2001,  Rayagiri  tinha uma população de 10,509 habitantes. Os indivíduos do sexo masculino constituem 49% da população e os do sexo feminino 51%. Rayagiri tem uma taxa de literacia de 61%, superior à média nacional de 59.5%: a literacia no sexo masculino é de 72% e no sexo feminino é de 50%. Em Rayagiri, 11% da população está abaixo dos 6 anos de idade.